# Циклювання

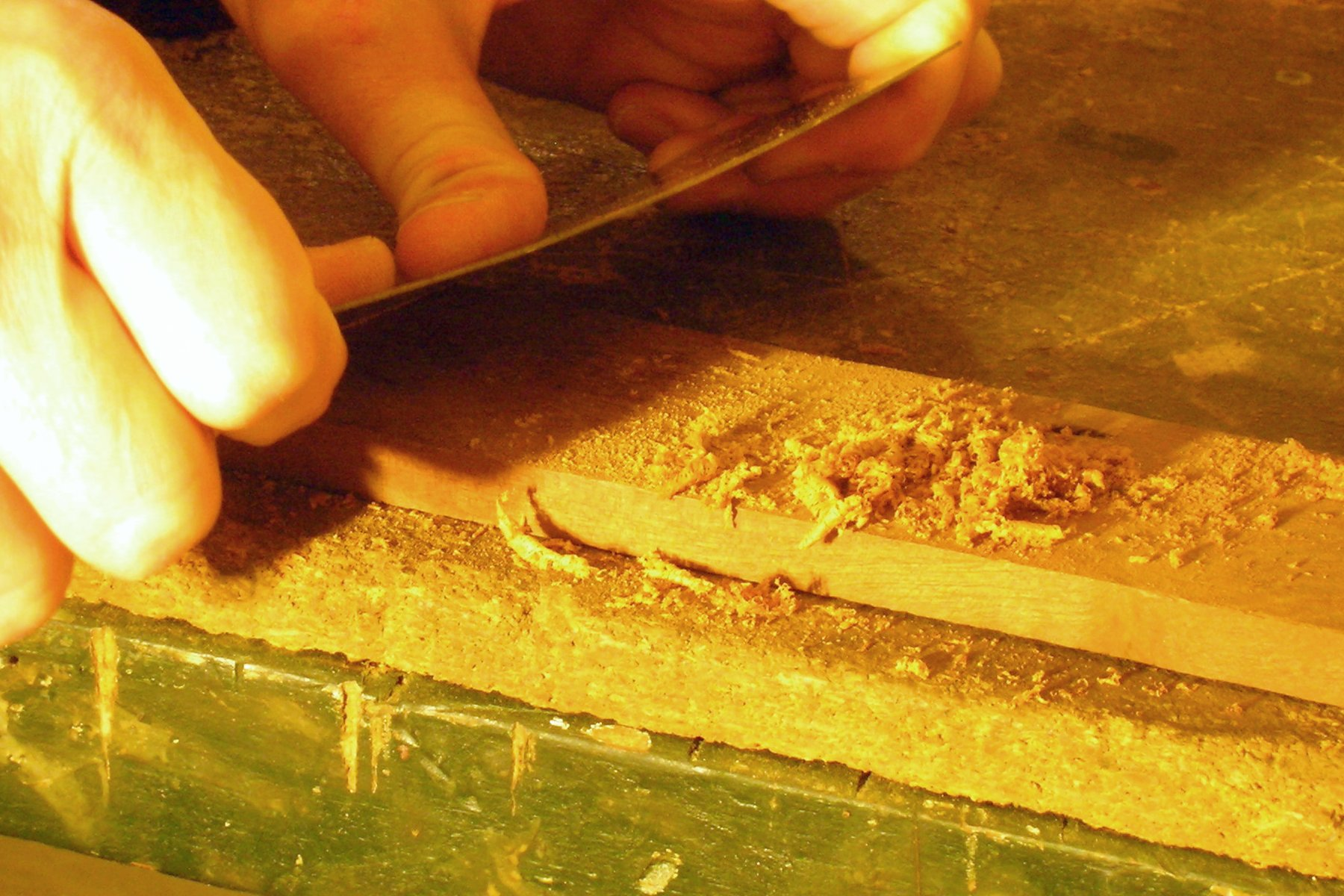
Циклювання меблевою цеклею

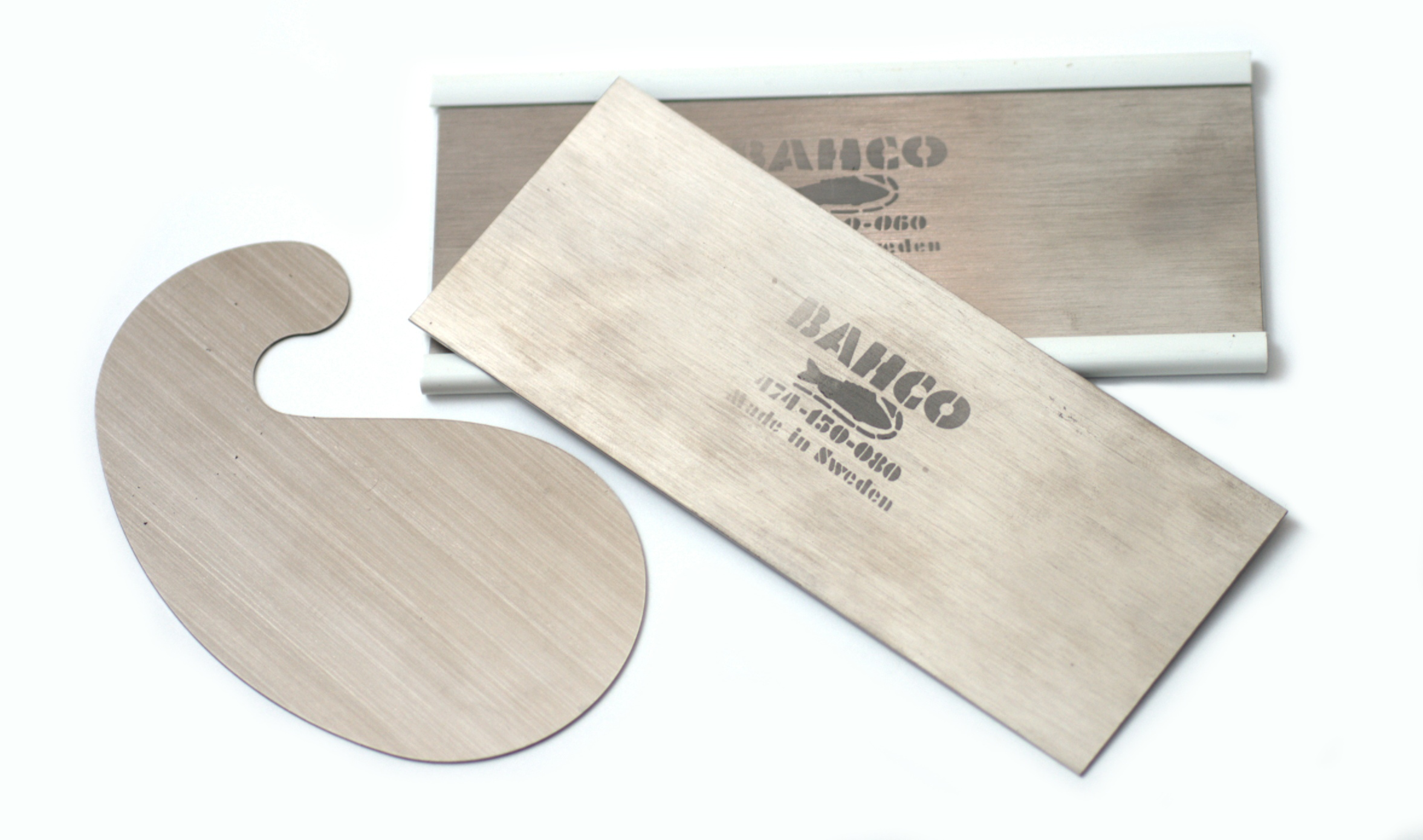
Меблеві циклі різних видів

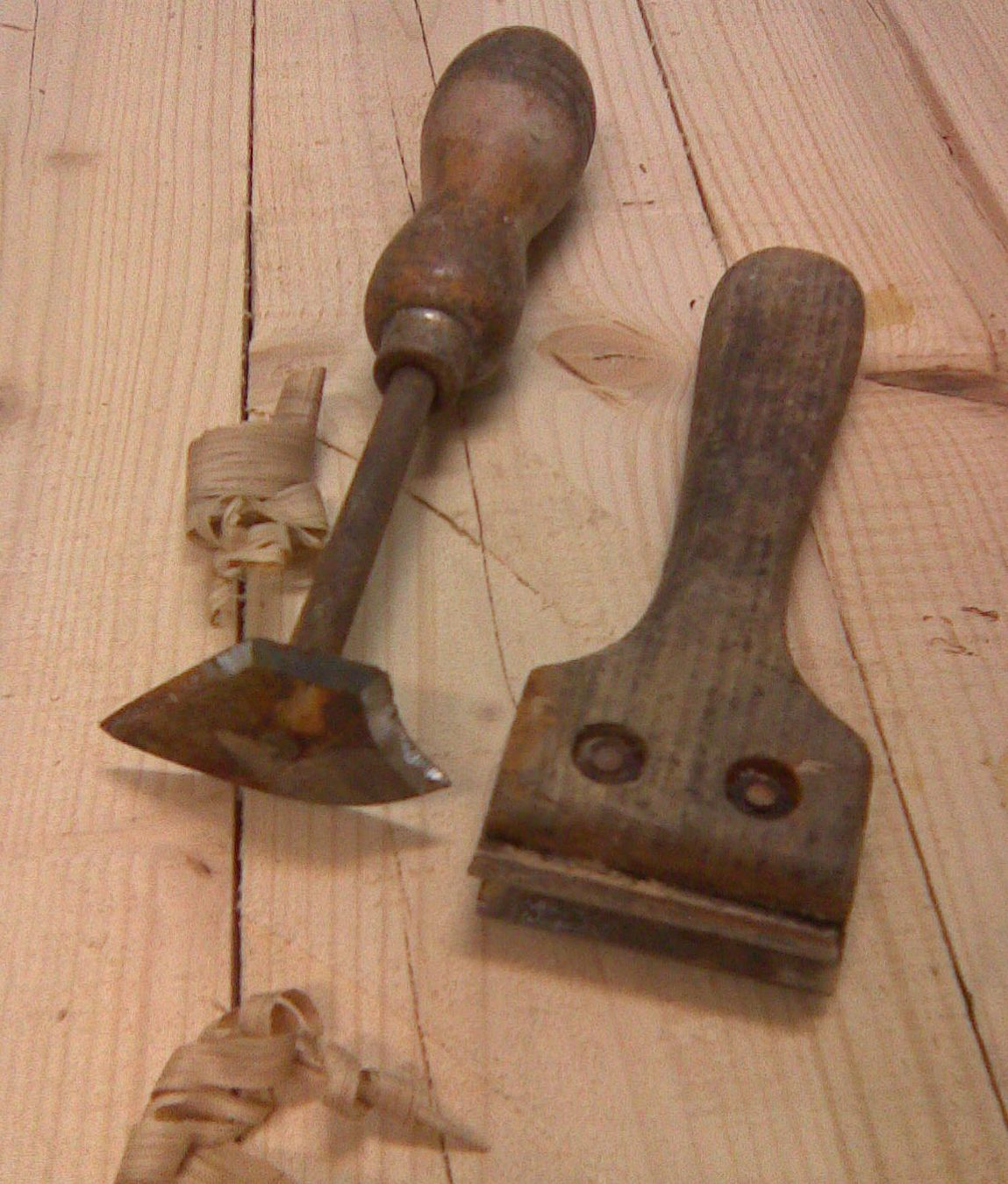
Кутова цикля з руків'ям (справа на фото)

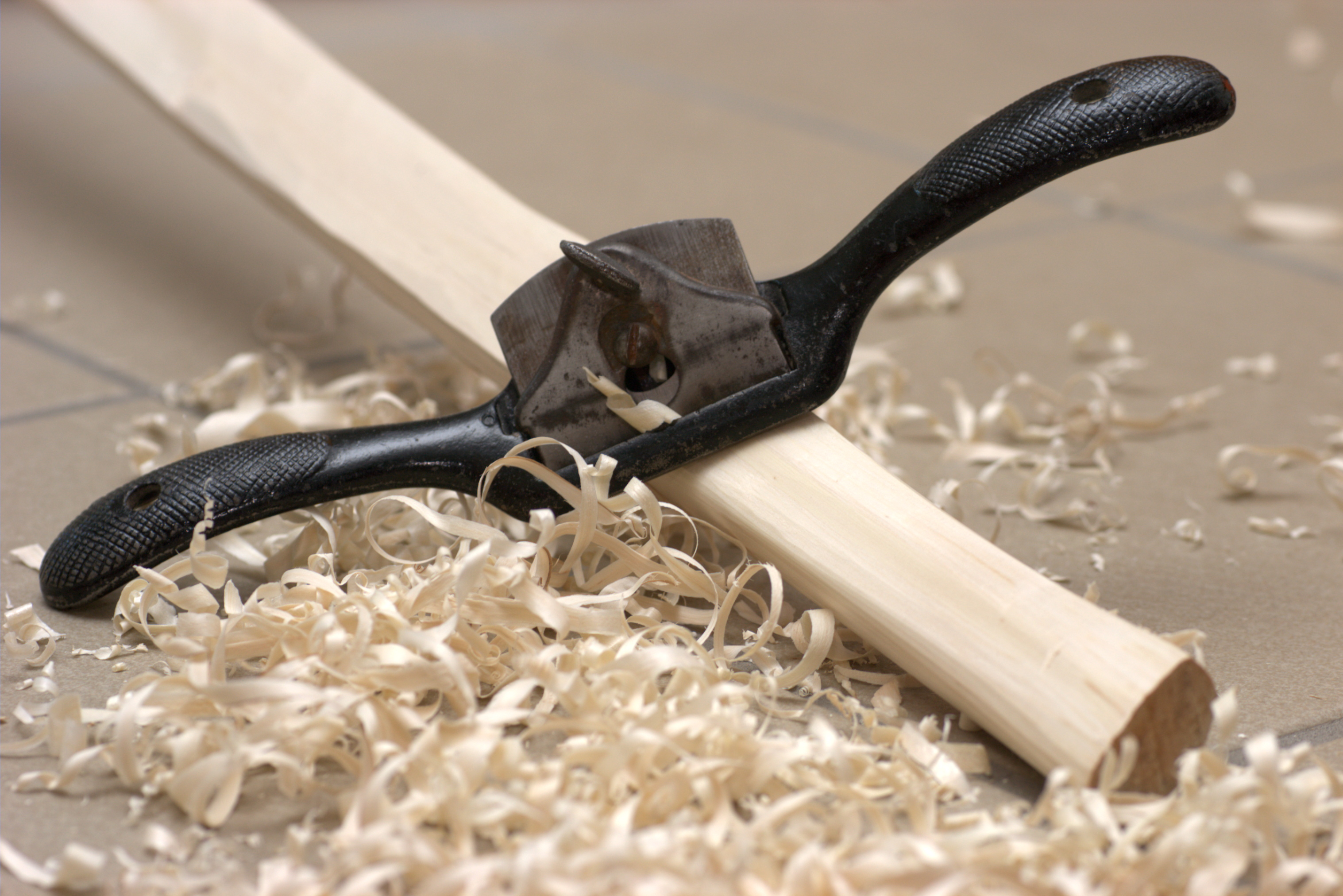
Цикля рубанкового типу

Циклюва́ння — стругання деревини (деревинних матеріалів) з утворенням стружки товщиною не більше 0,2 мм.
Належить до ручних столярних технологій зачищення та вирівнювання дерев'яних (рідше пластмасових) поверхонь скоблінням. Виконується ручною циклею або з використанням механізованого оснащення.
Циклюють, зазвичай, деревину твердих листяних порід; м'які породи необхідно піддавати шліфуванню.

## Різновиди інструменту

### Меблеві циклі
Меблева цикля — базова конструкція циклі у вигляді простої прямокутної пластини із загартованої сталі. Надходить у продаж у вигляді заготовки, що потребує загострювання та формування різальної крайки та робочої задирки. Увігнуті та S-подібні циклі призначені для викінчувальної обробки молдингів та інших рельєфних елементів.

### Кутові циклі з ручкою
Кутові циклі з руків'ям зручніші й легші у роботі. Змінні полотна при затупленні можуть змінюватись. Існують моделі з довгими ручками для використання при обробці дерев'яних підлог, поверхонь дерев'яних човнів тощо.

### Цикля рубанкового типу
Рубанкова цикля має вигляд шаблона-рукоятки для полегшення і підвищення зручності роботи. Полотно циклі затискується у колодку під потрібним кутом і дещо вигинається центральним гвинтом з баранчиком. Чим більший вигин полотна, тим грубішим є стругання. На відміну від меблевої циклі з прямокутною крайкою, ніж рубанкової циклі загострено під кутом 45° з обох країв. Конструктивно нагадує суцільнометалевий скобель.

## Технологія
Мета циклювання — видалення незначних нерівностей та дерев'яного «ворсу» після різального інструменту. Циклювання виконують зіскоблюванням з поверхні тонкої стружки. Знімається шар матеріалу завтовшки в соті або десяті частки міліметра. Щоб процес був саме скоблінням, а не різанням (як при струганні), робоча частина циклі повинна мати спеціальне загострення. Цикля — сталева або скляна пластина із кутом загострення близько 90 градусів (практично прямий зріз або скол). Якісні циклі мають задирок по робочій поверхні, який краще скоблить матеріал.
Перед роботою рекомендується змочувати дерево для полегшення процесу. Циклю ведуть завжди вздовж волокон, трохи нахиляючи убік просування.
В залежності від вихідного стану і кінцевих вимог циклювання може бути проміжною операцією між грубою обробкою (точінням, струганням, фрезеруванням) і фінішною обробкою (поліруванням).
Циклюють не тільки плоскі, але і поверхні складної форми із застосуванням фігурних цикль.

## Використання
У промисловості циклювання практично не застосовується у зв'язку з низькою продуктивністю і складністю загострювання циклі. Натомість застосовують стругання та шліфування.
Найбільш відоме в побуті циклювання дерев'яних (паркетних) підлог. Однак, щиро кажучи, сучасна операція циклювання підлоги не є циклюванням, оскільки при цьому найчастіше використовуються електрорубанки або шліфувальні машини.
Відоме, також, циклювання лиж (в тому числі з пластиковими ковзними поверхнями).